# Alex Greenwald
Alex Greenwald, all'anagrafe Alexander Greenwald (Los Angeles, 9 ottobre 1979), è un cantante, attore e produttore discografico statunitense.

## Biografia
Conosciuto come frontman del gruppo musicale rock californiano Phantom Planet, appare come attore nel film Donnie Darko (2001). Da produttore ha lavorato con The Young Veins (band composta da due ex-Panic! at the Disco) e The Like. Nel 2006 ha collaborato con Mark Ronson per Just (cover dei Radiohead). Fa parte del supergruppo Jjamz, fondato nel 2009 insieme a James Valentine, Jason Boesel, Michael Runion e Z Berg. Nel maggio 2014 ha pubblicato un album solista.

## Discografia

### Solista

#### Album in studio
- 2014 - Yo

### Con i JJAMZ

#### Album in studio
- 2012 - Suicide Pact

### Con i Phantom Planet

#### Album in studio
- 1998 - Phantom Planet Is Missing
- 1998 - Polaroid
- 2002 - The Guest
- 2004 - Negatives
- 2004 - Negatives 2
- 2004 - Phantom Planet
- 2008 - Raise the Dead

### Con i Blackblack

#### Album in studio
- 2006 - BlackBlack